# Мартино, Ренато Раффаэле
Рена́то Раффаэ́ле Марти́но (итал. Renato Raffaele Martino; 23 ноября 1932, Салерно, Кампания, королевство Италия — 28 октября 2024, Рим, Италия) — итальянский куриальный кардинал, ватиканский дипломат. Титулярный архиепископ Сегермы с 14 сентября 1980 по 21 октября 2003. Апостольский про-нунций в Таиланде и Сингапуре, апостольский делегат в Лаосе и Малайзии с 14 сентября 1980 по 3 декабря 1986. Постоянный наблюдатель Святого Престола в ООН с 3 декабря 1986 по 1 октября 2002. Председатель Папского Совета Справедливости и Мира с 1 октября 2002 по 24 октября 2009. Председатель Папского Совета по Пастырскому попечению о мигрантах и странствующих с 11 марта 2006 по 28 февраля 2009. Кардинал-дьякон с титулярной диаконией Сан-Франческо-ди-Паола-аи-Монти с 21 октября 2003. Кардинал-протодьякон с 12 июня 2014 по 28 октября 2024.

## Начало пути
Родился Ренато Раффаэле Мартино 23 ноября 1932 года, в Салерно, королевство Италия. Образование получил в Папском Григорианском университете, в Риме (философия и богословие); в Папском Латеранском университете, в Риме (гражданское и каноническое право); в Папском Институте при Латеранском университете, так же в Риме (докторантура в каноническом праве); в Студии Священной Римской Роты (церковный суд) (аспирантура); в Папской Церковной академии, Рим (дипломатия). Помимо своего родного итальянского, он бегло говорил по-английски, по-французски, по-испански и по-португальски.
Мартино посвящён в священники 27 июня 1957 года. Рукоположение совершил в Салерно Деметрио Москато, архиепископ Салерно.

## Ватиканский дипломат
После окончания своего обучения Мартино поступил на дипломатическую службу Ватикана 1 июля 1962 года. Атташе апостольской нунциатуры в Никарагуа. Тайный камергер, титул, позже изменён на капеллана Его Святейшества, 8 июля 1963 года. Секретарь апостольской нунциатуры на Филиппинах. Секретарь, позднее аудитор апостольской нунциатуры в Ливане. В Государственном секретариате Святого Престола, аудитор апостольской нунциатуры, второго класса, в 1970—1975 годах. Советник апостольской нунциатуры в Бразилии с 1975 года по 1980 год.
Избран титулярным архиепископом Сегермы 14 сентября 1980 года. И назначен апостольским про-нунцием в Таиланде и Сингапуре, а также апостольским делегатом в Лаосе и Малайзию с 14 сентября 1980 года по 3 декабря 1986 года.
Посвящён в епископы, 14 декабря 1980 года, в базилике Святых XII Апостолов, в Риме, кардиналом Агостино Казароли, Государственным секретарём Святого Престола, которому помогали Дурайсами Симон Лурдусами, emeritus архиепископ Бангалора, секретарь Священной Конгрегации Евангелизации Народов, и Гаэтано Полльо, архиепископ Салерно и епископ Кампаньи.
Постоянный наблюдатель Святого Престола при Организации Объединённых Наций в Нью-Йорке с 1 декабря 1986 года по 1 октября 2002 года.

## ВПапских Советах
1 октября 2002 года Мартино был назначен председателем Папского Совета Справедливости и Мира, папой римским Иоанном Павлом II. Он был возведён в кардиналы на консистории от 21 октября 2003 года. Стал кардиналом-дьяконом с титулярной диаконией Сан-Франческо-ди-Паола-аи-Монти.
Он был одним из кардиналов-выборщиков, которые участвовали в Папском Конклаве 2005 года, который избрал папу римского Бенедикта XVI.
С 11 марта 2006 года председатель Папского Совета по Пастырскому попечению о мигрантах и странствующих. Таким образом совмещает председательство в двух папских советах.
По ватиканским источникам был близок к окружению Бенедикта XVI.
28 февраля 2009 года кардинал Мартино покинул пост председателя Папского Совета по Пастырскому попечению о мигрантах и странствующих, его преемником стал архиепископ Антонио Мария Вельо.
24 октября 2009 года, отставка кардинала Мартино была принята и папа римский Бенедикт XVI назвал кардинала Питера Тарксона, прежде архиепископа Кейп-Коста, в Гане, новым председателем Совета. Вскоре после того, как кардинал Мартино был возведён в кардиналы, он был назначен служить членом следующих куриальных дикастерий; Конгрегации Евангелизации Народов, Папского Совета Cor Unum; Администрации церковного имущества Святого Престола и Папской Комиссии по делам государства-града Ватикана. Он был активным членом во всех данных дикастериях до своего 80-летия.
23 ноября 2012 года кардиналу Мартино исполнилось восемьдесят лет и он потерял право на участие в Конклаве.

## Награды
- Великий офицер ордена «За заслуги перед Итальянской Республикой» (2 июня 1993)[8]
- Большой крест ордена Звезды Румынии (2008, Румыния)[9]

## Взгляды
О казни Саддама Хусейна:
«Смертная казнь — это преступление в ситуациях, где она не является необходимой, каковой она в этом случае действительно не является»
Осудил поддержку Международной амнистией абортов, и заявил:
«как частные лица, так и католические организации должны прекратить поддержку Международной амнистии».

## Кардинал-протодьякон
После возведения кардинала Жана-Луи Торана в ранг кардинала-священника 12 июня 2014 года, папа римский Франциск назначил Ренато Раффаэле Мартино кардиналом-протодьяконом, как главного по старшинству кардинала-дьякона (в порядке возведения в Коллегию Кардиналов), чьей специальной привилегией, является объявлять Habemus Papam — формулы объявляющей об избрании нового римского понтифика. Примечательно, то, что кардинал Мартино был возведён в кардиналы на той же консистории, что и кардинал Торан и единственный из кардиналов-дьяконов не возведенный в сан кардинала-священника, а возведенный в сан кардинала-протодьякона.
Кардинал Мартино скончался в Риме 28 октября 2024 года после продолжительной болезни, в возрасте 91 года.